# Johannes von Francken-Sierstorpff (Kammerherr)
Graf Johannes Friedrich Wilhelm Heinrich Kaspar Egon Hubertus Ferdinand von Francken-Sierstorpff (* 2. Oktober 1858 in Koppitz, Landkreis Grottkau, Provinz Schlesien; † 13. Januar 1917 in Berlin) war ein deutscher Rittergutsbesitzer und Hofbeamter.

## Familie
Johannes von Francken-Sierstorpff stammte aus dem Adelsgeschlecht Francken-Sierstorpff und war Sohn des Rittergutsbesitzers und Landschaftsdirektors Feodor von Francken-Sierstorpff und der Klara geb. Gräfin Henckel von Donnersmarck. Der Rittergutsbesitzer und Königliche Kämmerer Friedrich von Francken-Sierstorpff und Adalbert von Francken-Sierstorpff waren seine älteren Brüder.

## Leben
Johannes von Francken-Sierstorpff studierte in Bonn. 1881 wurde er Mitglied des Corps Borussia Bonn. Nach dem Studium wurde er Majoratsherr auf Zyrowa in Oberschlesien. Er war Königlicher preußischer Kammerherr. Francken-Sierstorpff war verheiratet mit der US-Amerikanerin Mary Knowlton (* 1870; † 1929). Sie hatten zwei Söhne, u. a. Hans Clemens von Francken-Sierstorpff, dieser starb 1944 in Kalifornien, verheiratet mit Elisabeth zu Hohenlohe-Oehringen, und zwei Enkelkinder. Elisabeth von Francken-Sierstorpff lebte als Witwe in Öhringen.
1917 starb Johannes von Francken-Sierstorpff an seinen Kriegsleiden. Er war Ehrenritter des Souveränen Malteserordens.